# Alice Mariani
Alice Mariani (Massa, 15 ottobre 1992) è una danzatrice italiana, prima ballerina del Semperoper Ballet dal 2019 al 2021 e del Corpo di Ballo del Teatro alla Scala dal 2022.

## Biografia
Nata e cresciuta in Toscana, ha studiato danza alla Scuola di Ballo del Teatro alla Scala. Dopo il diploma, conseguito nel 2011, è stata scritturata al Semperoper Ballet di Dresda, di cui ha scalato rapidamente i ranghi: nel 2014 è stata promossa a coriphée, nel 2016 a seconda solista, nel 2017 a prima solista e nel 2019, dopo aver danzato come Odette e Odile ne Il lago dei cigni di Aaron S. Watkin, è stata proclamata prima ballerina della compagnia.
Durante i suoi dieci anni a Dresda ha vinto il Premio Danza&Danza come migliore ballerina italiana all'estero (2015) e ha danzato molti dei maggiori ruoli del repertorio classico e contemporaneo. In particolare, ha danzato come protagonista in numerosi allestimenti di Watkin, interpretando ruoli come Gamzatti ne La Bayadère, la Fata di Lillà nella Bella addormentata, la Fata Confetto ne Lo schiaccianoci e Kitri nel Don Chisciotte. Inoltre ha eseguito coreografie di George Balanchine, Mats Ek e William Forsythe e ha danzato con la compagnia in tournée all'Opéra di Parigi e al Teatro Sadler's Wells di Londra.
Nel settembre 2021 si è unita al Corpo di Ballo del Teatro alla Scala in veste di solista, inaugurando la sua permanenza nella compagnia scaligera con i ruoli di Kitri in Don Chisciotte (Nureev), Gamzatti ne La Bayadère (Nureev), Emeralds in Jewels (Balanchine) e dell'eponima protagonista in Sylvia (Legris). Nell'estate 2022 ha danzato nel ruolo di Myrtha in Giselle (Corelli/Perrot) ed è stata proclamata prima ballerina della compagnia. Nelle stagioni successive ha ampliato il proprio repertorio con i ruoli di Tat'jana in Onegin (Cranko), Clara ne Lo schiaccianoci (Nurev), Medora ne Le Corsaire (Legris), Giulietta in Romeo e Giulietta (MacMillan) e Odette/Odile ne Il lago dei cigni (Nureev).